# Kommunistisk Parti
Kommunistisk Parti (KP) er et dansk politisk parti, der blev dannet af medlemmer fra Danmarks Kommunistiske Parti/Marxister-Leninister og Kommunistisk Samling i november 2006. Derefter opløste de daværende partier sig selv.
Partiets mål er kapitalismens afskaffelse og opbygning af et socialistisk samfund, hvor menneskets udbytning af mennesket ophører, og hvor udviklingen frem mod det klasseløse kommunistiske samfund indledes.
Partiet udgiver netmediet Arbejderen.

## Historie
Partiet blev oprettet 11.-12. november 2006 ved en sammenlægning af partiet Danmarks Kommunistiske Parti/Marxister-Leninister (DKP/ML) og foreningen KS (Kommunistisk Samling), hvoraf sidstnævnte bestod af en gruppe udbrydere fra KPiD, der valgte at forlade partiet i 2005 i protest mod partiets modvilje mod en sammenlægning med DKP/ML.
I 1990'erne, efter det albanske kommunistpartis fald, var der sket en gradvis åbning af DKP/ML i forhold til resten af venstrefløjen. DKP/ML valgte at orientere sig mod nye lande i verden som forbilleder, herunder Cuba, Nordkorea og Vietnam. Den mere åbne linje fik en gruppe i partiet med til at følge DKP/ML's mangeårige leder Klaus Riis for at danne Arbejderpartiet Kommunisterne med en mere traditionel DKP/ML identitet.
De tilbageværende medlemmer af DKP/ML arbejdede derefter gradvist henimod at stifte et nyt parti som en del af et forsøg på at samle de kommunistiske kræfter i Danmark, der havde været splittet mellem Danmarks Kommunistiske Parti og diverse skiftende småfraktioner og -partier siden 1970'erne. 
Kommunistisk Parti søgte at overvinde sin isolation fra resten af den danske venstrefløj ved at forvandle DKP/ML's gamle partiorgan Arbejderen til avis for en bredere faglig venstrefløj.
Forud for den 6. Kongres i 2021 blev Lotte Rørtoft-Madsen valgt som forperson og erstattede Jørgen Petersen, som havde været formand siden partiets stiftelse.

## Politisk profil
Kommunistisk Parti  tilslutter sig Marxisme-leninisme og mener, at arbejderklassen udgør den centrale drivkraft i bestræbelserne på at udvikle det socialistiske samfund. Socialisme betyder for Kommunistisk Parti blandt andet et solidarisk samfund, der tager omsorg for det enkelte menneske og sikrer kollektiv velfærd for alle. Kommunistisk Parti arbejder for en omvæltning af økonomien og for kollektivt ejerskab af produktionsmidlerne. Partiet understreger desuden, at klima- og biodiversitetskrisen er uløseligt forbundet med kapitalismens profitjagt og kræver en radikal omstilling til et bæredygtigt system. Socialisme opfattes som et bæredygtigt, nødvendigt, solidarisk alternativ til kapitalismen. 
”Den kapitalistiske produktionsmåde har på alle tænkelige måder spillet fallit. Dens grundlæggende modsigelse mellem den private ejendomsret til produktionsmidlerne og produktionens samfundsmæssige karakter skærpes til stadighed. Et væld af kriser væver sig ind i hinanden. Kortere økonomiske konjunkturkriser, finans- og bankkriser, langvarige kriser for profittilvæksten som sådan, ødelæggende miljø- , natur- og klimakriser, pandemiske kriser, forsyningskriser, energikriser – alle er de med større eller mindre vægt til stede i dag.” 
Kommunistisk Parti ønsker, at der gennem socialisme sikres lighed, miljøbeskyttelse og rettigheder for alle, herunder kamp mod racisme, sexisme og LGBTQ+-diskrimination. Partiet ser overgangen til socialismen som en langvarig, revolutionær proces, der kræver arbejderklassens enhed.
Konkret ønsker Kommunistisk Parti:
- Produktionsmidlerne indenfor finanssektoren, energiproduktion (inkl. olie/gas), kollektiv trafik og sundhedsvæsen m.m. skal ejes og styres kollektivt. Oprettelse af en statsbank og indførelse af valutakontrol mod spekulation og kapitalflugt.
- Øget Investering i grøn infrastruktur og vedvarende energi. [8]
- Styrkelse af fagforeningerne som kamporganisationer for kampen for bedre arbejdsvilkår og lavere arbejdstid.
- Modstand mod nedskæringer i den offentlige sektor og privatisering.
- Modstand mod udnyttelse af Arktis’ ressourcer og respekt for det grønlandske og færøske folk og suverænitet.
- Støtte til minoriteter og LGBTQ+ personer. Kamp mod diskrimination baseret på etnicitet, kultur, køn og seksualitet. Nedbrydning af patriarkalske og chauvinistiske strukturer.[7]

Op til FN's klimakonference 2009 udgav Kommunistisk Parti et klimamanifest, hvori partiet argumenter for socialismen som bæredygtigt alternativ til kapitalismen. Partiets landsledelse vedtog et klimaprogram, Socialisme – et solidarisk og bæredygtigt alternativ, hvor partiet giver sin socialistiske vinkel på de klimaproblemer. Under protester ved FN's klimakonference havde partiet organiseret sin egen blok i en demonstration den 12. december fra Christiansborgs slotsplads og til Bella Centeret.[kilde mangler]
I takt med Kinas stigende internationale indflydelse er landet i højere grad blevet genstand for politiske drøftelser i Kommunistisk Parti. Partiet anerkender den kinesiske revolution i 1949 som en historisk sejr for arbejderklassen og ser "socialisme med kinesiske kendetegn" som et udtryk for et forsøg på at skabe et alternativ til kapitalismen under specifikke nationale og historiske betingelser. Kommunistisk Parti lægger vægt på, at det kinesiske folk og dets arbejderklasse selv må definere deres samfundsudvikling uden vestlig indblanding. 

## Aktiviteter
Partiet står blandt andet for støtteaktiviteter for Dagbladet Arbejderen og har fokus på unge, krisen og socialisme som samfundsalternativ. I forbindelse med COP15 klimatopmødet i København december 2009 var partiet aktivt med kampagner for blandt andet gratis kollektiv trafik, fjernelse af momsen fra økologiske fødevarer og igangsættelse af arbejde gennem klimarenovering af boliger.
Partiet afholder hvert år arrangementet Rød 1. Maj på arbejdernes internationale kampdag i Fælledparken i København. Rød 1. Maj er med sine 2000 - 5000 gæster det største årlige kommunistiske arrangement i Danmark. Smag På Dig Selv, Annisette, Isam B, Revoltage, Sanganee, og Partiet har optrådt på Rød 1. Maj. 

## Organisation
Kommunistisk Parti er opbygget efter den demokratiske centralismes principper. Det betyder at partiet først tager vigtige beslutninger efter en demokratisk debat, hvor alle medlemmer deltager. Når en beslutning dernæst er truffet, handler partiet i enhed. 
I Kommunistisk Parti er medlemmerne organiseret i partiafdelinger, hvor de kan få direkte indflydelse på partiets politik. Der findes afdelinger som dækker alle landsdele. I København er der fem afdelinger, med ca. 20 - 40 medlemmer i hver. For at danne en afdeling kræves, at der er mindst tre medlemmer af partiet i det pågældende område. Afdelinger kan oprettes i geografiske områder eller hvor det ellers findes formålstjenligt. 
Partiets højeste myndighed er kongressen og kun kongressen kan vedtage ændringer i partiets program og vedtægter. Kongressen består af delegerede valgt af afdelingernes medlemmer. Ordinær kongres afholdes hvert tredje år og der har været syv kongresser siden partiets stiftelse. 
Mellem kongresserne leder landsledelsen partiets samlede virksomhed i overensstemmelse med kongressens beslutninger.  Landsledelsen konstituerer sig med daglig ledelse, herunder formand og næstformand. Den udpeger redaktøren for partiets avis og partiets kasserer. Landsledelsen kan nedsætte og opløse udvalg og arbejdsgrupper efter behov. Som den øverste myndighed mellem kongresserne skal landsledelsen sikre udgivelsen af partiets presse og øvrige publikationer og bærer ansvaret for partiets økonomi og ejendom. På baggrund af landsledelsens beslutninger varetager Daglig Ledelse partiets løbende virksomhed. 
Alle partiets ledelser vælges af medlemmerne eller deres valgte delegerede. Medlemmerne kan til enhver tid afsættes ledelser, der ikke lever op til deres ansvar. 
KP's ungdomsnetværk forener unge medlemmer i hele Danmark og fremmer samarbejde og udveksling af viden i deres politiske arbejde. Ud over vidensdeling organiserer netværket arrangementer for at styrke de sociale forbindelser - et vigtigt fundament for at mobilisere unge.